# Il contrario della morte
Il contrario della morte è un racconto di Roberto Saviano pubblicato nel 2007 nella collana "I corti di carta" in vendita con il Corriere della Sera. 

## Trama
Il racconto narra la tragedia di una ragazzina diciassettenne napoletana che ha perso il promesso sposo, Gaetano, militare in missione in Afghanistan. Partendo da questa vicenda particolare l'autore racconta le difficoltà dei ragazzi meridionali che, non avendo altre opportunità per costruire una famiglia, decidono di partire per le missioni di pace: la stragrande maggioranza di queste truppe sono infatti costituite da ragazzi provenienti dalle zone più povere del sud Italia.